# Волшебница Шалот
«Волшебница Шалот» (в других переводах «Леди Шалотт», «Волшебница Шелот»), англ. «The Lady of Shalott» — баллада английского поэта викторианской эпохи Альфреда Теннисона (1809—1892). Стихотворение является основанной на средневековом источнике интерпретацией легенды из Артуровского цикла.

## Общие сведения

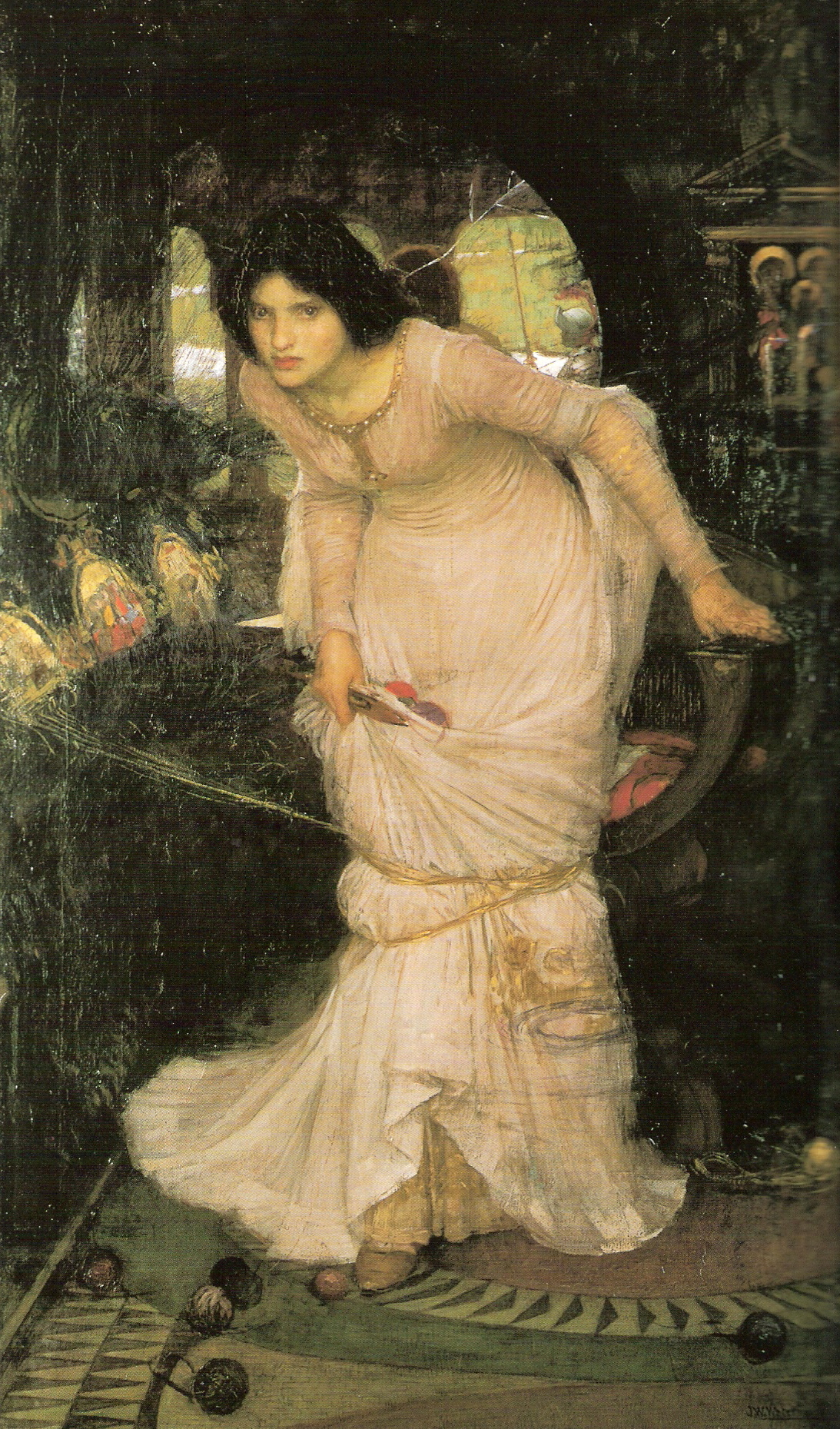
«Леди Шалот смотрит на Ланселота», Джон Уильям Уотерхаус

Теннисон написал две версии «Волшебницы Шалот», первая была опубликована в 1833 году и состояла из двадцати строф, вторая, из девятнадцати, — в 1842 году. Стихотворение является интерпретацией легенды об Элейне из Астолата из Артуровского цикла в версии, приведенной в итальянской новелле XIII века «Donna di Scalotta». Ранний вариант баллады ближе к первоисточнику, чем поздний. В то время как итальянская новелла фокусируется на смерти леди и её прибытии в Камелот, Теннисон заостряет внимание на её изоляции в башне и решении несмотря на проклятие увидеть своими глазами настоящий мир, двух темах, которые даже не упоминаются в «Donna di Scalotta».

## Синопсис
Строфы 1-4 описывают пасторальный пейзаж. Волшебница Шалот живёт в замке на острове посреди реки, которая бежит к Камелоту, но о её существовании не знает никто кроме работников на окрестных полях.

И жнец усталый, при луне,
Снопы вздымая к вышине,
Тихонько шепчет, как во сне: —
«Волшебница Шалот!»
Оригинальный текст (англ.)
And by the moon the reaper weary,
Piling sheaves in uplands airy,
Listening, whispers, « 'Tis the fairy
Lady of Shalott.»

Строфы 5-8 повествуют о жизни леди. На неё наложено таинственное проклятие, она вынуждена постоянно ткать и может смотреть на мир только посредством волшебного зеркала, в котором видна оживлённая дорога и люди, проезжающие мимо её острова по пути в Камелот.

Проклятье ждёт её тогда,
Грозит безвестная беда,
И вот она прядёт всегда,
Волшебница Шалот.
Оригинальный текст (англ.)
She knows not what the curse may be,
And so she weaveth steadily,
And little other care hath she,
The Lady of Shalott.

Отражения в зеркале описываются как «тени сна» (англ. «shadows of the world», дословно — «тени мира»), метафора, позволяющая ясно понять, что они могут быть только жалким заменителем настоящего мира. Строфы 9-12 описывают «бесстрашного рыцаря Ланчелота» (англ. «bold Sir Lancelot»), который проезжает мимо замка, и Волшебница Шалот видит его.

Седло в огнях из серебра,
Герба лучистая игра,
И шлем, и яркий цвет пера,
Весь блеск уходит в Камелот.
Оригинальный текст (англ.)
All in the blue unclouded weather
Thick-jewell’d shone the saddle-leather,
The helmet and the helmet-feather
Burn’d like one burning flame together,
As he rode down to Camelot.

Оставшаяся часть стихотворения посвящена эффекту, который произвёл на леди Ланселот. Она бросает ткать и смотрит в окно, на Камелот, тем самым приводя в действие проклятие.

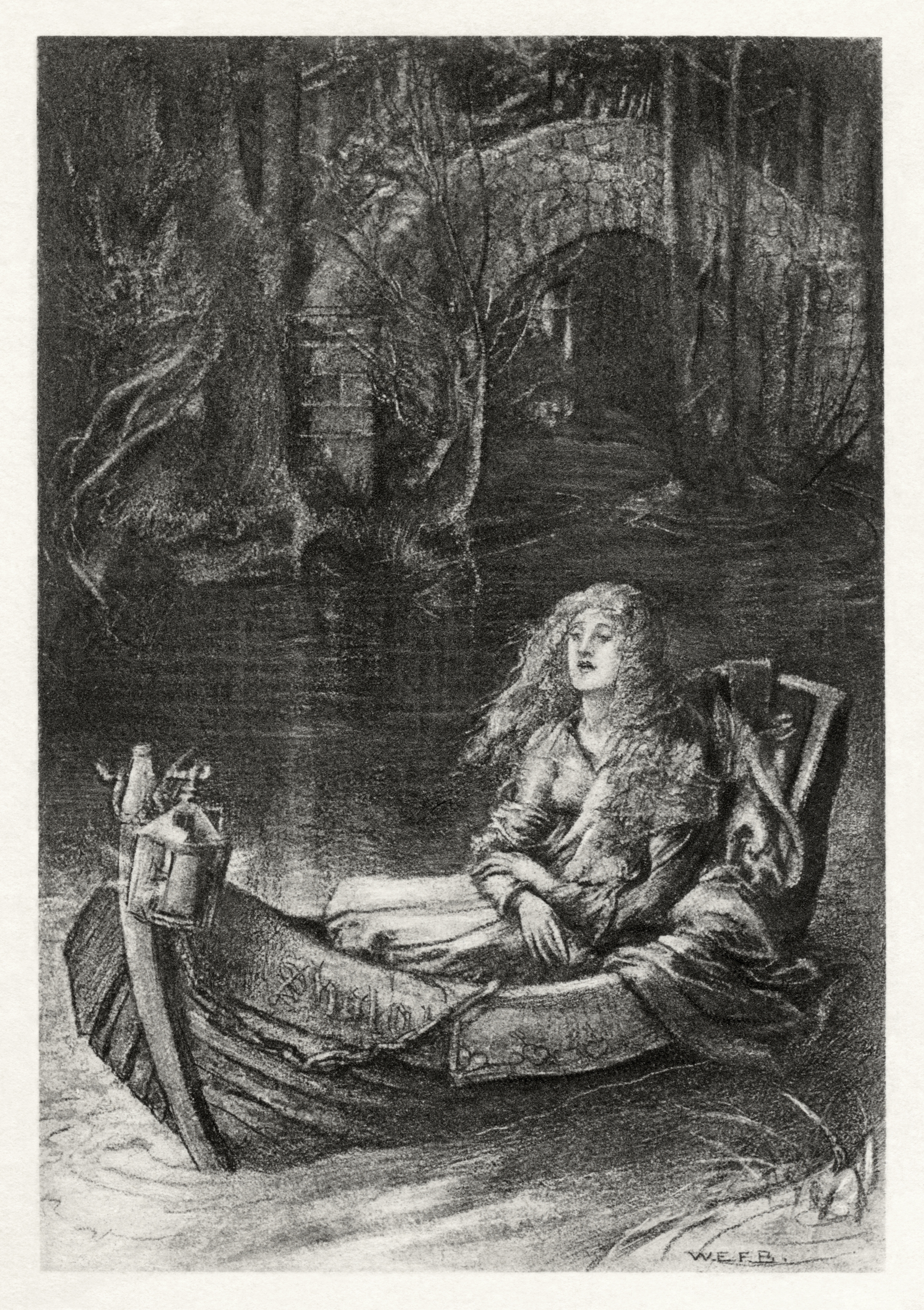
Иллюстрация Уильяма Бриттена к изданию стихотворений Теннисона 1901 года.

Порвалась ткань с игрой огня,
Разбилось зеркало, звеня,
«Беда! Проклятье ждёт меня!» —
Воскликнула Шалот.
Оригинальный текст (англ.)
Out flew the web and floated wide-
The mirror crack’d from side to side;
"The curse is come upon me, " cried
The Lady of Shalott.

Она покидает башню, находит лодку, на которой пишет своё имя, и плывёт вниз по реке к Камелоту. Она умирает раньше, чем добирается до замка. Ланселот, увидев её тело, говорит, что она прекрасна.

В дворце весёлый смех погас,
«О, Господи, помилуй нас!» —
Молились все, греха страшась,
И только рыцарь Ланчелот,
Подумав, молвил, не спеша:
«Лицом, как ангел, хороша,
Да упокоится душа
Волшебницы Шалот!»
Оригинальный текст (англ.)
«Who is this? And what is here?»
And in the lighted palace near
Died the sound of royal cheer;
And they crossed themselves for fear,
All the Knights at Camelot;
But Lancelot mused a little space
He said, «She has a lovely face;
God in his mercy lend her grace,
The Lady of Shalott.»

## Иллюстрации к стихотворению

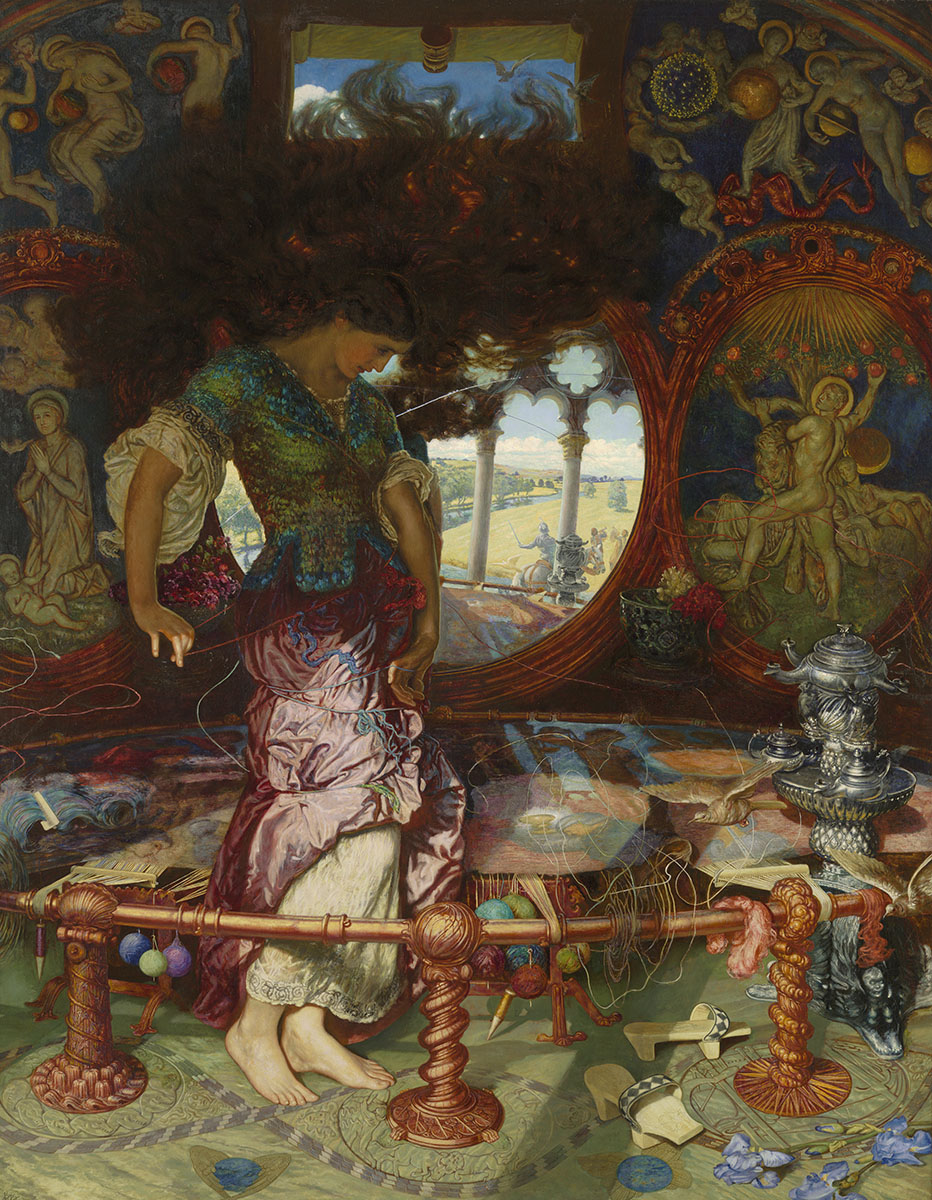
Уильям Холман Хант и Эдвард Роберт Хьюз «Леди из Шалот» (1905)

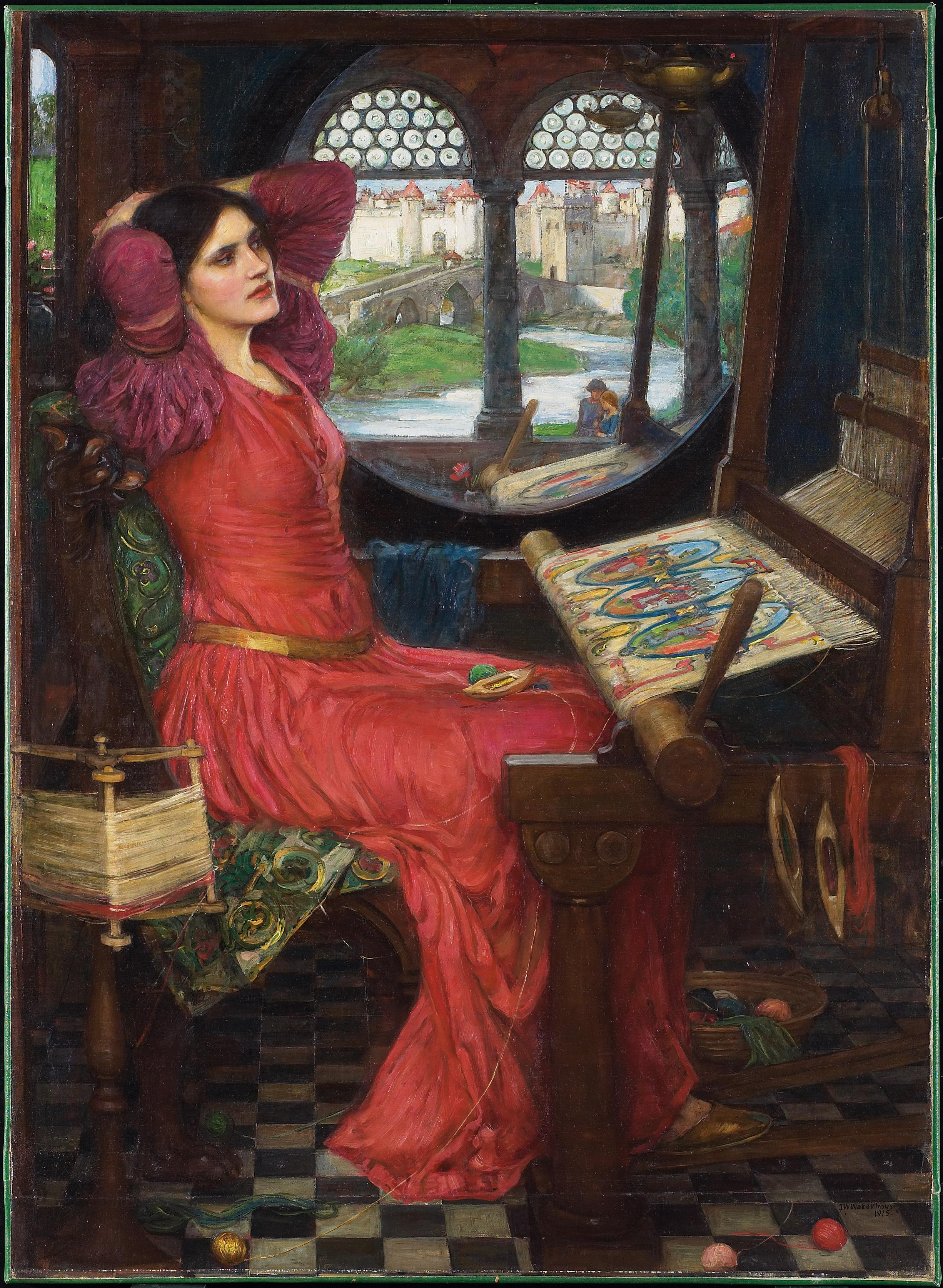
Джон Уильям Уотерхаус «„О, я от призраков — больна!“ — печалилась Шалот» (1915)

Стихотворение было чрезвычайно популярно среди художников-прерафаэлитов, разделявших интерес Теннисона к Артуриане; некоторые из них создавали картины, основанные на эпизодах из «Волшебницы Шалот».
Издание работ Теннисона 1857 года было иллюстрировано Уильямом Холманом Хантом и Данте Габриэлем Россетти. Хант изобразил момент, когда Леди оборачивается, чтобы увидеть Ланселота, Россетти — созерцание Ланселотом её «прекрасного лица». Ни одна из иллюстраций не удовлетворила Теннисона. Он сделал выговор Ханту, изобразившему Леди пойманной в нити её собственного гобелена, что не описано в самом стихотворении. Хант объяснил, что он хотел передать суть всей баллады в одном изображении, и эта ловушка из нитей выражает «странную судьбу» Леди. Сцена очаровала Ханта, он возвращался к этой композиции на протяжении всей жизни и в конце концов незадолго до смерти написал её большую версию. Для этого ему потребовались ассистенты, к тому времени он был слишком болен, чтобы закончить работу самостоятельно. Сейчас картина находится в коллекции художественного музея Wadsworth Atheneum в Хартфорде, Коннектикут. В 1861 году пионер пикториализма Генри Пич Робинсон создаёт одну из самых известных постановочных фотографий «Леди Шалотт».

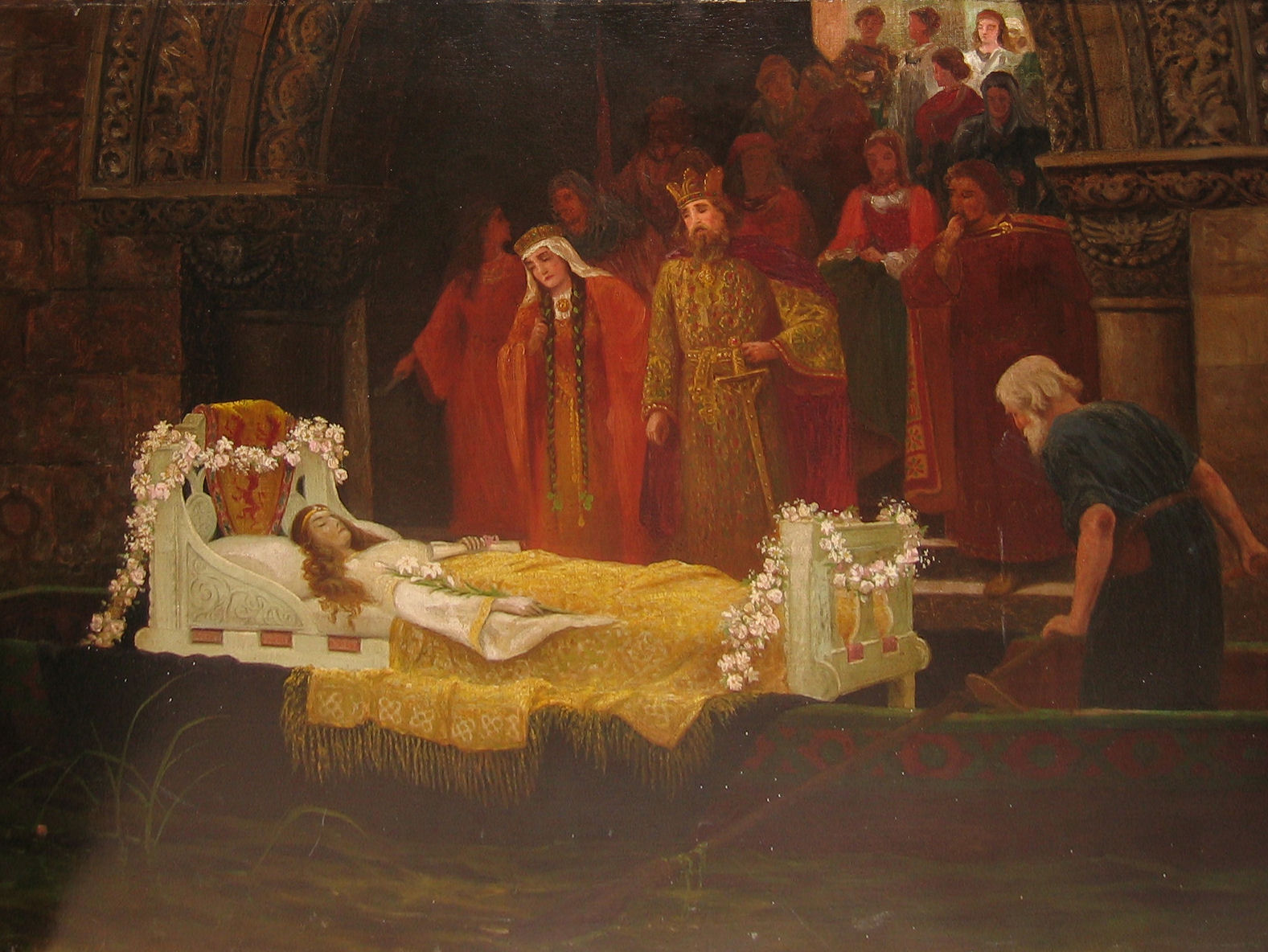
Элейна прибывает в Камелот. Художник неизвестен

Джон Уильям Уотерхаус посвятил картины трём эпизодам из баллады. В 1888 году он написал Леди, отправляющуюся в своей лодке к Камелоту; эта работа сейчас находится в галерее Тейт. В 1894 году Уотерхаус изобразил ключевой момент стихотворения, когда Леди поворачивается, чтобы посмотреть на Ланселота в окно; сейчас эта работа в Городской галерее Лидса. В 1915 году он создал картину «„О, я от призраков — больна!“ — печалилась Шалот» ("I Am Half-Sick of Shadows," Said the Lady of Shalott), где она изображена тоскующей перед своим ткацким станком; картина на сегодняшний день хранится в Художественной галерее Онтарио.
Из-за сходства историй картины, изображающие Элейну из Астолата, часто очень похожи на посвящённые «Волшебнице Шалот». Один из отличающих их аспектов — наличие слуги, управляющего лодкой.

## Отсылки в литературе
- Детективный роман Агаты Кристи 1962 года «И, треснув, зеркало звенит…» (в других переводах «Зеркало треснуло», «Разбилось зеркало, звеня», «…И в трещинах зеркальный круг», «Разбитое пополам зеркало») назван по строчке «The mirror crack’d from side to side» из «Волшебницы Шалот»; на протяжении романа встречаются и другие отсылки к стихотворению. Прямая цитата из баллады присутствуют и в романе писательницы «Трагедия в трёх актах».
- Аллюзия к строке «I am half-sick of shadows» присутствует в «Портрете Дориана Грея» Оскара Уайльда, где Сибила Вэйн произносит фразу «I have grown sick of shadows» («Мне надоело жить среди теней» в переводе М. Е. Абкиной).
- Строфы из стихотворения находятся в начале каждой главы «Школы Авалон» Мэг Кэбот.
- Австралийская писательница Джессика Андерсон использовала строку «'Tirra lirra,' by the river» в качестве названия для своего романа 1978 года.
- Отсылка к стихотворению присутствует в романе Джилли Купер 2006 года «Wicked!», где фраза «The curse is upon me» получает юмористическую интерпретацию.
- Основная сюжетная линия романа Патриции Маккиллип «The Tower at Stony Wood» (2000) представляет собой адаптацию сюжета баллады.
- В романе Джаспера Ффорде «One of our Thursdays is Missing» Леди Шалотт владеет зеркалом, позволяющим персонажам из Книгомира видеть реальный мир.
- Книга «Song of the Sparrow» Лизы Энн Сэнделл пересказывает историю Леди Шалотт.
- Стихотворение обсуждается и цитируется в романе Либбы Брей «A Great and Terrible Beauty».
- Строка «I am half-sick of shadows» использована Аланом Брэдли в качестве названия для книги из серии о Флавии де Люс («О, я от призраков больна» в русском переводе).
- Мисс Джин Броди в «Мисс Джин Броди в расцвете лет» Мюриэл Спарк читает стихотворение своему классу.
- Стихотворение несколько раз упоминается в «Вверх по лестнице, ведущей вниз» Бел Кауфман.
- В романе «Энн из Зелёных Мезонинов» Люси Мод Монтгомери главная героиня пытается воспроизвести сцену из баллады, но лодка оказывается дырявой.
- В романе «Обладать» А.С. Байетт вымышленный поэт Рандольф Генри Падуб сравнивает стиль и место жизни своей собеседницы Кристабель Ла Мотт с Шалоттом.

## Отсылки в музыке
- Первым использованием баллады в музыке была, судя по всему, адаптация для хора и оркестра английского композитора Сирила Рутэма 1909-10 гг. Единственное известное представление этой работы было дано в Итон Колледже 18 сентября 1999 г.
- Канадская певица Лорина Маккеннитт положила стихотворение на музыку и включила композицию в свой альбом «The Visit» (1991).
- В песне под названием «Shalott» Эмили Отемн рассказывает историю Леди Шалотт со своей собственной точки зрения. Она использует образы из стихотворения и цитирует его: «I’m half sick of shadows».
- Отсылка к балладе также присутствует в песне «If I Die Young» американской кантри-группы The Band Perry, в клипе на песню Кимберли Перри изображает Леди Шалотт и держит в руках книгу стихотворений Теннисона. В конце видео показывается книга, открытая на «The Lady of Shalott».
- Фолк-дуэт Indigo Girls упоминает «Волшебницу Шалотт» в песне «Left Me a Fool»: «you remind me of Shalott, only made of shadows, even though you’re not.»
- Нидерландская готик-метал-группа Autumn также отсылает к этому стихотворению в песне «Who Has Seen Her Wave Her Hand» с альбома 2002 года «When Lust Evokes The Curse».
- Французский композитор Оливье Мессиан написал в 1917 г. пьесу для фортепиано «La dame de Shalotte».
- Израильская прог-рок группа Atmosphera выпустила в 1977 г. альбом «Lady of Shalott» с одноимённой композицией.